# Douglas DC-3
Douglas DC-3 este un avion de linie cu elice produs de către compania de aeronave Douglas, care a avut un efect de durată asupra industriei aeriene în anii 1930-1940 și al Doilea Război Mondial. A fost dezvoltat ca o versiune mai mare și îmbunătățită a Douglas DC-2. Este un monoplan metalic cu aripi joase, cu tren de aterizare convențional, propulsat de două motoare cu piston radial de 1.000–1.200 CP. Deși DC-3-urile construite inițial pentru serviciul public utilizau motorul Wright R-1820 Cyclone, ulterioarele versiuni civile de DC-3 au folosit motorul Pratt & Whitney R-1830 Twin Wasp. DC-3 are o viteză de croazieră de 333 km/h, o capacitate de 21 până la 32 de pasageri sau 2.700 kg de marfă și o autonomie de 2.400 km și poate opera de pe piste scurte.
DC-3 avea multe calități excepționale în comparație cu aeronavele anterioare. Era rapid, avea o autonomie bună, era mai fiabil și transporta pasagerii într-un confort mai mare. Înainte de război, a fost pionier în multe rute de călătorie aeriene. A putut traversa Statele Unite continentale de la New York la Los Angeles în 18 ore, cu doar trei escale. A fost unul dintre primele avioane care putea transporta profitabil doar pasageri fără a se baza pe subvențiile poștale.
După război, piața avioanelor a fost inundată cu un surplus de avioane de transport, iar DC-3 nu a mai fost competitiv din cauza dimensiunilor inadecvate și a vitezei reduse. A devenit învechit pe rutele principale în comparație cu alte tipuri mai avansate, cum ar fi Douglas DC-4 și Lockheed Constellation, dar designul s-a dovedit adaptabil și util pe rute mai puțin solicitante din punct de vedere comercial.

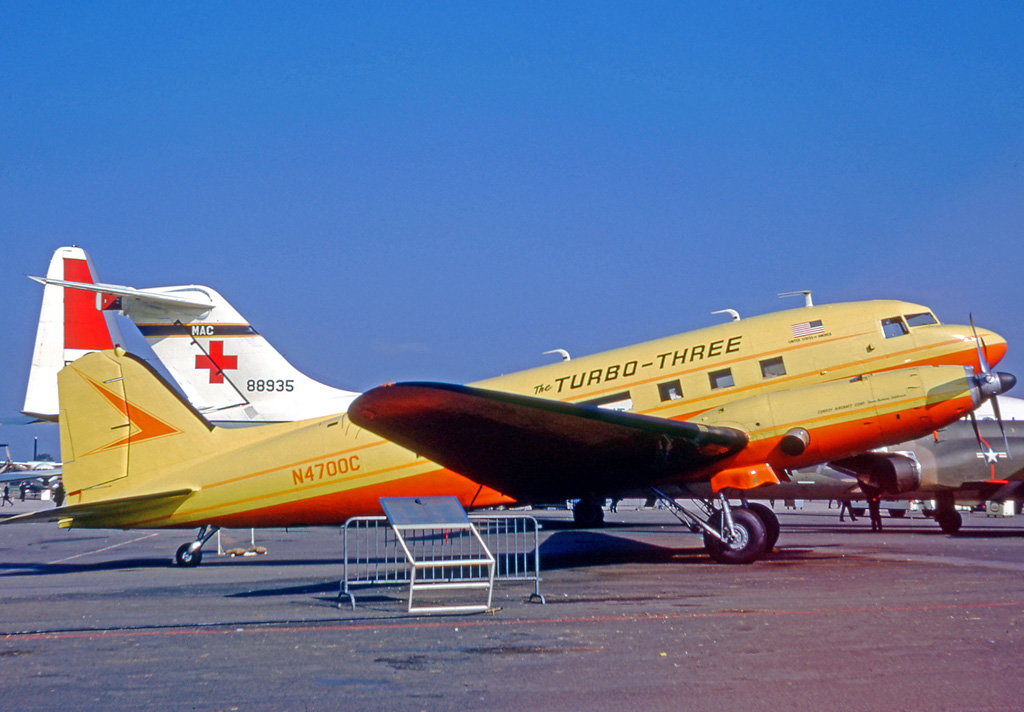
Douglas dc 3

Producția civilă de DC-3 s-a încheiat în 1943 la 607 avioane. Versiunile militare, cum ar fi C-47 Skytrain (Dakota în serviciul britanic RAF) și versiunile construite de sovietici și japonezi, au adus producția totală la peste 16.000. Multe au continuat să fie folosite într-o varietate de roluri de nișă. S-a estimat că 2.000 de DC-3 și derivate militare încă mai zburau în 2013, până în 2017, aproximativ 300, iar în 2023, doar aproximativ 150 încă mai erau în serviciu.

## Specificații (DC-3A-S1C3G)
Date de la McDonnell Douglas Aircraft din 1920

### Caracteristici generale
- Echipaj: doi
- Capacitate: 21–32 de pasageri
- Lungime: 19,7 m
- Anvergura aripilor: 29 m
- Înălțime: 5,16 m
- Suprafața aripii: 91,7 m2
- Raport de aspect: 9,17
- Profil aerodinamic: NACA2215 / NACA2206
- Masă (gol): 7.650 kg
- Masă brută: 11.431 kg sarcină utilă cu combustibil plin
- Capacitate combustibil: 736 L
- Motor: 2 × Pratt & Whitney R-1830-S1C3G Twin Wasp cu 14 cilindri, motor cu două rânduri cu pistoane radiale răcite cu aer, 1.200 CP (890 kW) fiecare
- Elice: Hamilton Standard 23E50 cu 3 pale, 3,5 m diametru

### Performanță
- Viteza maximă: 223 kt (413 km/h) la 2.590 m
- Viteza de croazieră: 183 kt (339 km/h)
- Viteza minimă de control: 77 kt (43 km/h) cu un motor inoperant
- Autonomie: 2.540 km (combustibil maxim, sarcină utilă de 1.587 kg), viteză de croazieră/autonomie la 3.048 m, consum de combustibil de croazieră de 355 L/h la 50% putere, 157 kt
- Altitudine maximă: 7.100 m, cu un motor funcțional, 2.743 m
- Rata de urcare: 5,8 m/s, viteza de urcare la nivelul mării cu un motor în funcțiune, 1,02 m/s
- Raport putere-greutate: 156,5 W/kg